# Black Crypt
Black Crypt – gra z gatunku cRPG, stworzona przez firmę Raven Software (założoną pierwotnie w celu stworzenia tej konkretnej gry), wydana 20 marca 1992 r. przez Electronic Arts, na komputery Amiga. Wygląd gry oraz sposób jej obsługi nawiązuje do wydanego wcześniej tytułu Dungeon Master (grupa czterech bohaterów penetruje podziemia, pokonuje liczne potwory, a na ostatnim poziomie lochów walczy z najgroźniejszym przeciwnikiem).
W 1998 r. jeden z twórców Black Crypt, Rick Johnson dokonał przepisania części kodu dwóch pierwszych poziomów gry na komputery PC. Efekt został opublikowany jako demo. Zaś w 2003 r. wydano wersję testową portu OpenGL do gry.

## Fabuła
Po ostatniej wojnie z siłami zła w krainie Astera pokonany czarodziej Estoroth został zamknięty w podziemiach Czarnej Krypty. Po wielu latach pojawiły się plotki, że Estoroth mógł znowu urosnąć w siłę i prawdopodobnie wydostał się z więzienia. Zapada decyzja o wysłaniu drużyny czterech śmiałków (wojownika, maga, kapłana i druida) w celu rozprawienia się raz na zawsze ze sługą ciemności. Można tego dokonać tylko za pomocą czterech artefaktów, których – jak się później okazuje – broni w Krypcie czterech potężnych sługusów Estorotha: Posejdon, Meduza, Possessor oraz Lord Ram. Estoroth ukrywa się zaś na ostatnim, 28 poziomie Krypty. Aby go pokonać, należy – za pomocą artefaktów – najpierw go rozbroić i unieruchomić, następnie otworzyć bramę otchłani i wepchnąć go w nią.